# کونستانتین فن دیلن
کونستانتین فن دیلن (به انگلیسی: Constantijn van Daalen) (زادهٔ ۷ آوریل ۱۸۸۴ - درگذشته ۵ سپتامبر ۱۹۳۱) ژیمناست اهل کشور هلند بود.